# Universitatea din Innsbruck
Universitatea din Innsbruck este o instituție de învățământ superior înființată în anul 1669.

## Personalități

### Laureați Nobel
- Fritz Pregl (Chimie 1923)
- Adolf Windaus (Chimie 1928)
- Hans Fischer (Chimie 1930)
- Victor Franz Hess (Fizică 1936)

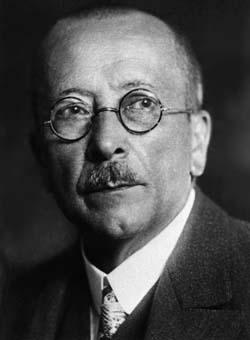
Fritz Pregl
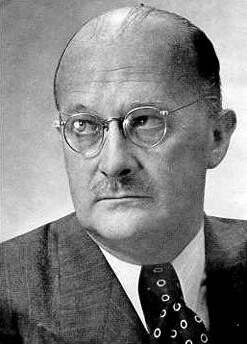
Adolf Windaus
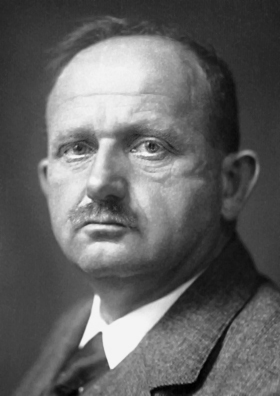
Hans Fischer
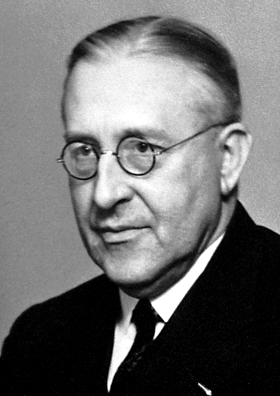
Victor Franz Hess